# Gymnogryllus ebneri
Gymnogryllus ebneri är en insektsart som först beskrevs av Lucien Chopard 1927.  Gymnogryllus ebneri ingår i släktet Gymnogryllus och familjen syrsor. Inga underarter finns listade i Catalogue of Life.